# Burgwall von Linum
Bei dem Burgwall von Linum handelt es sich um ein Bodendenkmal in dem Ortsteil Linum der Gemeinde Fehrbellin im Landkreis Ostprignitz-Ruppin in Brandenburg. Es handelt sich um den Burgstall einer slawischen Niederungsburg, einen slawischen Burgwall und später deutschen Burg.

## Beschaffenheit
Das Bodendenkmal liegt im östlichen Bereich des Ortes am Ende der Straße der Jugend. Das alte Burggelände ist heute mit mehreren Häusern bebaut. Vor Ort erkennt man noch ein etwas höher liegendes ovales Plateau von bis zu 150 Meter Durchmesser. Angelegt wurde diese Burg schon von den Slawen. Im Vorburgbereich der Anlage gab es auch eine slawische Siedlung. Nach der deutschen Landnahme im 12. und 13. Jahrhundert diente die Wallburg den Rittern dann als Burganlage. Sie soll noch bis ins 14. Jahrhundert bestanden haben.

## Weiterer Burgwall
Südöstlich von Linum befand sich ein weiterer runder slawischer Burgwall von guten 140 Meter Durchmesser. Dieser Wall liegt, heute nicht mehr erkennbar, mitten auf einer landwirtschaftlichen Nutzfläche. Funde deuten an, dass dieser Burgwall in der alt-, mittel- und jungslawischen Zeit genutzt wurde. Vor Ort ist die Stelle nur als „Burgwall“ bekannt. In welcher Beziehung die Burg zum Burgwall im Ort Linum stand, ist nicht mehr zu erkennen
(Koordinaten: 52° 44′ 30″ N, 12° 53′ 38″ O).